# Квазирынок
Квазирынок — результат искусственного навязывания рыночных отношений в сфере, в которой естественное развитие рынка по тем или иным причинам не происходит, с целью повышения общей эффективности производства, распределения товаров (услуг) за счет конкуренции между участниками.

## Определение
Согласно определению Л.И. Якобсона квазирынок — это часть государственного сектора экономики, в котором поставщики и покупатели, находящиеся в собственности государства, с помощью механизма контрактации разделяются с целью возникновения конкуренции и достижения эффективной аллокации ресурсов и Х-эффективности.

## Квазирынки в общественном секторе
Квазирынки вводятся во многих сферах экономики:
- здравоохранение;
- образование.

## Квазирынки в крупных компаниях
Квазирынки могут создаваться в крупных компаниях с целью повышения общей эффективности деятельности компании за счет конкуренции между её подразделениями. В некоторых случаях вводятся квазиденьги.